# Omicron cingulatus
Omicron cingulatus är en stekelart som först beskrevs av Fabricius 1804.  Omicron cingulatus ingår i släktet Omicron och familjen Eumenidae. Inga underarter finns listade i Catalogue of Life.